# Gai Blosi
Gai Blosi (llatí: Gaius Blosius) i va ser un filòsof del segle iii aC nascut a Cumes.
Era un client de la família Escèvola, de la gens Múcia, lligat amb ells per llaços d'hospitalitat. Era amic de Tiberi Semproni Grac, a qui va donar suport i va animar que presentés la seva llei Sempronia agraria. Quan Tiberi Grac va morir, Blosi va ser acusat davant els cònsols l'any 132 aC per la seva col·laboració amb els Gracs i, temerós, va fugir cap al rei Aristonic de Pèrgam, que llavors estava en guerra contra Roma. Una mica després, Aristonic va ser derrotat i Blosi es va suïcidar per por de caure en mans dels romans.
Es va dedicar a la filosofia i va ser deixeble d'Antípatre de Tars.